# Sardis (Kentucky)
Sardis è un comune degli Stati Uniti d'America, situato nello Stato del Kentucky, diviso tra la contea di Mason e la contea di Robertson.